# Чабалівці
Чабалівці (словац. Čabalovce) — село в Словаччині, Меджилабірському окрузі Пряшівського краю. Розташоване в північно-східній частині Словаччини, в північній частині Низьких Бескидів у долині потока Вілшава, лівосторонньої притоки Лабірця, біля кордону з Польщею. У половині 19 століття до села було приєднане близьке сусіднє село Стерківці, розташоване приблизно пів кілометра на південний схід, і тепер становить його частину.

## Історія
Давнє лемківське село. Вперше згадується у 1494 році.

## Пам'ятки
У селі є греко-католицька парафіяльна церква святого Архангела Михайла з 1778 року в стилі пізнього бароко з дзвіницею, з 1963 року національна культурна пам'ятка.

## Населення
| Рік:            | 1994. | 2004.    | 2014.   | 2024.    |
| --------------- | ----- | -------- | ------- | -------- |
| Кількість осіб: | 308   | 360      | 368     | 328      |
| Різниця:        |       | +16,88 % | +2,22 % | -10,86 % |

| Рік:            | 2023. | 2024.   |
| --------------- | ----- | ------- |
| Кількість осіб: | 330   | 328     |
| Різниця:        |       | -0,60 % |

В селі проживає 358 осіб.
Національний склад населення (за даними останнього перепису населення — 2011 року):
- словаки — 46,37 %
- русини — 31,56 %
- роми — 4,75 %
- українці — 2,23 %

Склад населення за приналежністю до релігії станом на 2011 рік:
- греко-католики — 72,91 %,
- православні — 6,15 %,
- римо-католики — 2,51 %,
- не вважають себе віруючими або не належать до жодної вищезгаданої церкви: 18,43 %.